# 飯塚花笑
飯塚 花笑 (いいづか かしょう、1990年 - ) は日本の映画監督、脚本家。

## 経歴
1990年、群馬県前橋市出身。小学2年生のときから映画監督になることを決めていた。高崎経済大学附属高校から東北芸術工科大学に進学・卒業。大学では根岸吉太郎や加藤正人に師事。『僕らの未来』がぴあフィルムフェスティバルで入賞、バンクーバーなどの映画祭でも注目される。トランスジェンダーであることを公表しており、いくつかの作品は自身の経験を反映して作成されている。
2024年、バイオリニストの成田達輝、野球選手の井上温大とともに「まえばしPR大使」に任命される。同年、群馬イノベーションアワードを受賞。

## 作品

### 映画
- 僕らの未来　(ぴあフィルムフェスティバル審査員特別賞受賞)  2011年　脚本・監督
- 青し時雨 (福岡インディペンデント映画祭／高崎映画祭／秋田十文字映画祭) 2012年 脚本・監督
- 海へゆく話　(沖縄国際映画祭／シューレ大学国際映画祭) 2016年　脚本・監督
- ジャンクション29　2019年　脚本
- フタリノセカイ　2022年　脚本・監督
- 世界は僕らに気づかない　2023年　脚本・監督

### テレビドラマ
- ひとりキャンプで食って寝る(テレビ東京)　2019年　脚本
- まったり!赤胴鈴之助(BSテレ東・テレビ大阪)　2022年　監督
- 僕らの食卓(BS-TBS)　2023年　脚本・監督